# Christian Koch (Politiker)

Christian Koch

Christian Koch (* 10. Mai 1878 in Hamburg; † 30. Oktober 1955 ebenda) war ein Hamburger Politiker. Er war Leiter der Jugendstrafanstalt Hahnöfersand und Zweiter Bürgermeister der Freien und Hansestadt Hamburg für die Freie Demokratische Partei (FDP).

## Leben bis 1945
Koch absolvierte eine Verwaltungsausbildung und war im mittleren Beamtenstand tätig. Dabei war er zunächst Gerichtsvollzieher und wurde nach einiger Zeit zum Direktor des hamburgischen Gerichtsvollzieheramtes ernannt.
Von 1908 bis 1933 war Koch Mitglied der Hamburgischen Bürgerschaft. Er gehörte zunächst der Fraktion der Vereinigten Liberalen an. Nach Ende des Ersten Weltkriegs beteiligte er sich an der Gründung der Deutschen Demokratischen Partei. 1919/20 gehörte er der Weimarer Nationalversammlung an.
1920 wurde er Leiter der Hamburger Gefängnisse und begann sofort mit der Aufhebung körperlicher Züchtigungen oder dem Sprechverbot. Später war er auch der Direktor des gemeinsamen Strafvollzugsamtes der Länder Braunschweig, Bremen, Lübeck und Oldenburg.
Während des Kapp-Putsches unterstützte er – wie der ganze Hamburger Senat – die demokratische Reichsregierung. Für die DDP und die beiden sozialdemokratischen Parteien (Sozialdemokratische Partei Deutschlands und Unabhängige Sozialdemokratische Partei Deutschlands) sprach er aus diesem Anlass in der Bürgerschaft: „Wir wollen den Bruderkrieg nicht; wenn jene gewissenlosen Menschen ihn aber wollen, dann nur zu. Wir sind bereit unser Leben einzusetzen, damit das Errungene dem deutschen Volke erhalten bleibt.“
Als erster Leiter der Jugendstrafanstalt Hahnöfersand versuchte er, den dortigen Gefängnisalltag menschlicher zu gestalten. Er setzte sich für die Resozialisierung der Häftlinge nach ihrer Haftentlassung ein.
Infolge der Machtübernahme der Nationalsozialisten wurde Koch noch 1933 als Vertreter der „weichen Welle“ im Rahmen der Gleichschaltung aus seinem Amt entlassen.

## Politik nach 1945

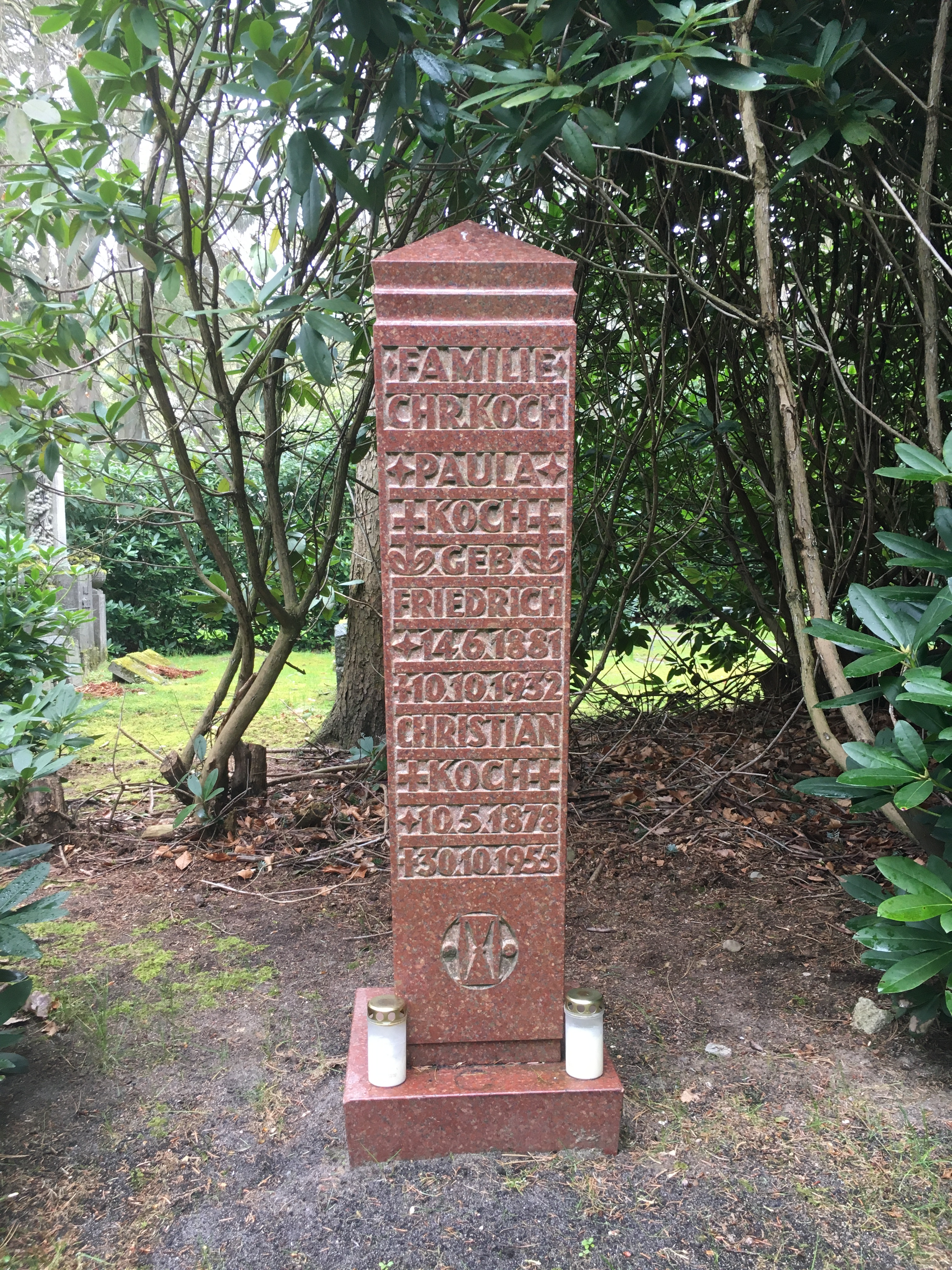
Grabstätte auf dem Friedhof Ohlsdorf

Christian Koch wurde am 20. September 1945 Gründungsvorsitzender der Partei Freier Demokraten (PFD), die in Anlehnung an die Weimarer DDP und als Weiterführung eines Widerstands- und Nachkriegs-Bundes Freies Hamburg gegründet wurde. Aus der PFD bildete sich in der britischen Zone ein halbes Jahr später die FDP.
1946 wurde er zum 2. Bürgermeister im Senat Max Brauer gewählt. Seine Amtszeit dauerte vom 15. November 1946 bis zum 28. Februar 1950. Gleichzeitig war er Mitglied der Hamburger Bürgerschaft. Die FDP schloss ihn am 11. Oktober 1949 aus, so dass er für viereinhalb Monate als parteiloser Senator seine Arbeit fortsetzte.
Christian Koch verstarb im Alter von 77 Jahren und wurde auf dem Friedhof Ohlsdorf beigesetzt. Die Grabstelle liegt an der Nebenallee östlich von Kapelle 2 im Planquadrat V 21.

## Leiter der Gefängnisbehörde
Er leitete die Gefängnisbehörde der Stadt Hamburg und setzte sich ein weiteres Mal erfolgreich für einen humanen Strafvollzug ein. Am 6. September 1948 hielt Christian Koch als Senator vor Bediensteten seiner Behörde eine kurze Ansprache. Anlass war die Übergabe des Geländes des ehemaligen Konzentrationslagers Neuengamme an die Stadt Hamburg. Die Veranstaltung schloss mit dem Hissen der Hamburger Flagge auf dem Turm der ehemaligen SS-Hauptwache. Ab dem Zeitpunkt nutzte die Stadt Hamburg Gebäude und Gelände bis 2003 bzw. 2006 für den Strafvollzug.

## Ehrungen
Die ehemalige Jugendarrestanstalt Christian-Koch-Haus ist aufgrund seiner Leistung im Gefängniswesen nach ihm benannt worden. Das Christian-Koch-Haus beherbergte bis 2005 eine offene Jugendarrestanstalt in der Schloßstraße (Hamburg).
1950 wurde er mit der „Bürgermeister-Stolten-Medaille“ – der höchsten Ehrung Hamburgs – ausgezeichnet.
Am 5. Mai 1954 verlieh ihm der damalige Bundespräsident Theodor Heuss "Das große Verdienstkreuz" des Verdienstordens der Bundesrepublik Deutschland in Anerkennung der um Staat und Volk erworbenen besonderen Verdienste.
1975 wurde im Stadtteil Hummelsbüttel der Christian-Koch-Weg nach ihm benannt.